# Gabriela Talabă
Gabriela Talabă (Galați, 23 augustus 1995) is een tennisspeelster uit Roemenië. Sinds eind augustus 2021 staat zij bij de WTA ingeschreven als Gabriela Lee.

## Loopbaan
In 2014 won Talabă de nationale enkelspeltitel in Roemenië.
In 2015 won zij haar eerste ITF-dubbelspeltoernooi in haar geboorteplaats Galați (Roemenië), samen met Oana Georgeta Simion. In 2017 won zij op het ITF-toernooi van Boekarest haar eerste enkelspeltitel.
In augustus 2020 had zij haar WTA-debuut, eerst in het dubbelspel op het toernooi van Lexington en daarna in het enkelspel op het Challenger-toernooi van Praag.
In mei 2022 won zij haar vijfde ITF-titel in Bonita Springs – daarmee haakte zij nipt aan bij de top 150 van de wereldranglijst van het enkelspel.

## Persoonlijk
Van 2014 tot 2019 studeerde Talabă aan de Texas Tech University.

## Posities op deWTA-ranglijst
Positie per einde seizoen:
| jaar | rang enkelspel | rang dubbelspel |
| ---- | -------------- | --------------- |
| 2011 | –              | 1229            |
| 2012 | 878            | 1188            |
| 2013 | 1005           | 744             |
| 2014 | 549            | 551             |
| 2015 | 970            | 658             |
| 2016 | 719            | 648             |
| 2017 | 810            | 605             |
| 2018 | 406            | 361             |
| 2019 | 317            | 276             |
| 2020 | 205            | 259             |
| 2021 | 229            | 307             |